# Pseudomasoreus canigoulensis
Pseudomasoreus canigoulensis es una especie de escarabajo de la familia Carabidae.

## Distribución geográfica
Se distribuye por el sudoeste de Europa y el norte del Magreb.